# Patria NEMO
Patria NEMO (von NEw MOrtar) ist ein turmgestütztes, ferngesteuertes 120-mm-Mörser-System, das vom finnischen Unternehmen Patria hergestellt wird. Vorrangig bekämpft das System Fernziele mit Steilfeuer, kann aber auch zur Selbstverteidigung Nahziele mit Direktfeuer bekämpfen.

## Geschichte
Patria hatte 2007 bereits das System AMOS an die schwedischen Streitkräfte geliefert, das aus einem zweiläufigen 120-mm-Mörser-Turm-System besteht. Im Juni 2006 wurde das Patria NEMO vorgestellt, das ebenfalls ein turmgestütztes Mörser-System ist, aber lediglich über ein Rohr verfügt und damit erheblich günstiger ist als das AMOS.
2006 bestellte die slowenische Armee mehrere Patria NEMO Systeme für ihre Radpanzer, doch wurde die Bestellung 2012 storniert.
Im Februar 2009 bestellte die Marine der Vereinigten Arabischen Emirate zwölf neue Patrouillenboote, von denen einige mit dem Patria NEMO ausgerüstet wurden.
Im Herbst 2010 wurde bekannt gegeben, dass Saudi-Arabien 36 Turm-Systeme Patria NEMO für ihre LAV-II-Radpanzer erworben hatte.
2023 wurde bekannt gegeben, dass auch die Bundeswehr an der Beschaffung des Systems Interesse zeigt. Die soll auf der Patria 6×6 Verwendung finden, welcher zukünftig den Transportpanzer Fuchs ersetzt.

## Technik

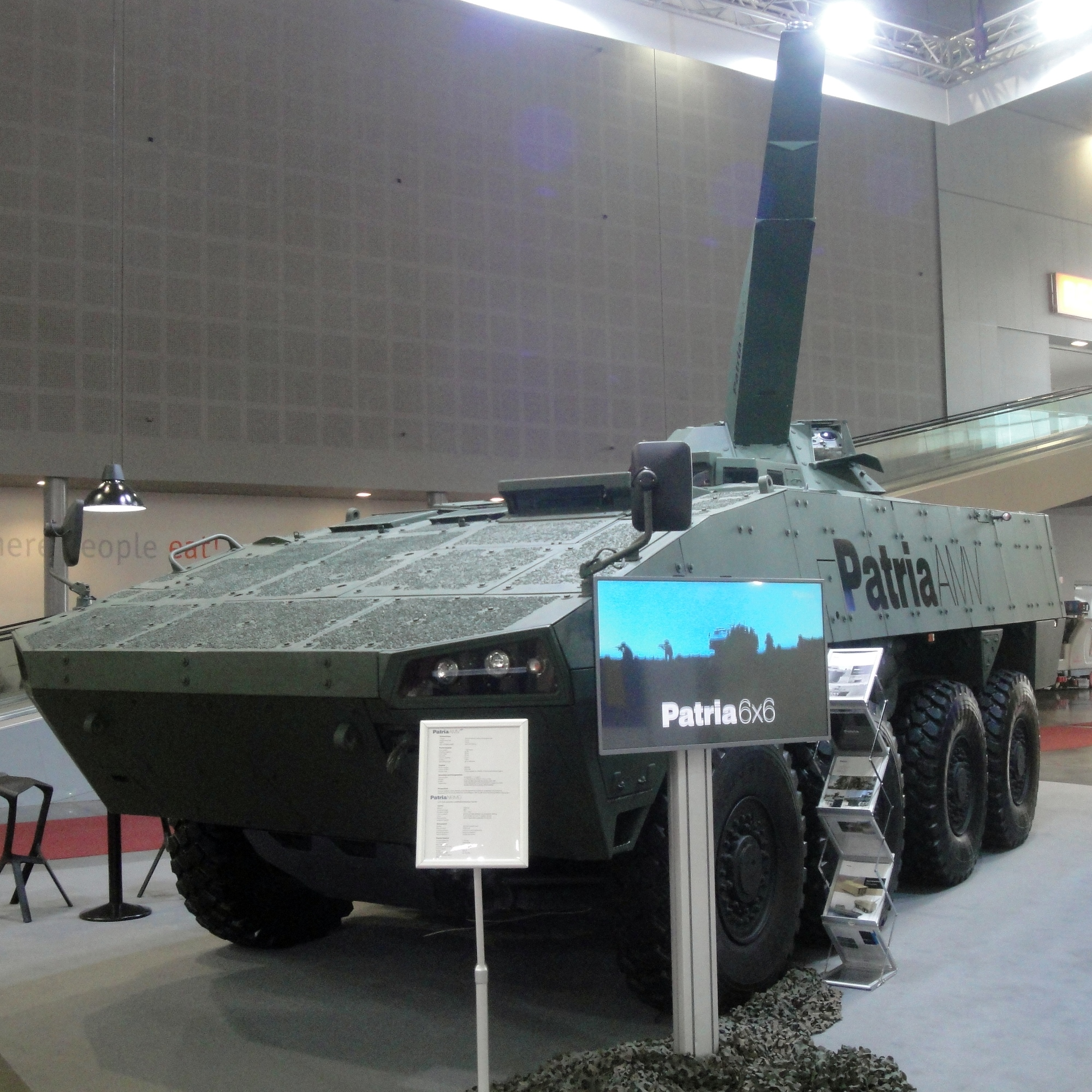
Patria AMV NEMO

Obwohl es sich bei dem Patria NEMO, laut Hersteller, um ein Mörsersystem handelt, weist es für einen Mörser uncharakteristische Eigenschaften wie die Möglichkeit zum Direktbeschuss von Nahzielen auf. Herkömmliche Mörser bekämpfen Ziele im Steilfeuer, während das Patria NEMO das Rohr bis auf −3° absenken und somit zur Selbstverteidigung einsetzen kann. Das System ist ferngesteuert und besteht aus einem Turm, in dem das Mörserrohr befestigt ist. Der Schwenkbereich umfasst 360°. Patria stellt das System auf dem von ihm gefertigten Radpanzer Patria AMV vor. Der Turm kann aber auch auf andere Radpanzer, Kettenfahrzeuge sowie auf Schiffe montiert werden.
Nemo verfügt zudem über die Fähigkeit zu MRSI. Hierbei werden mehrere Geschosse so abgefeuert, dass sie zu annähernd derselben Zeit das Ziel erreichen.
Zum Feuern des Systems wird eine Besatzung von drei Mann benötigt (Fahrer, Schütze, Kanonier). Das System ist innerhalb von 30 Sekunden feuerbereit und benötigt nach dem Feuern lediglich 10 Sekunden, um die Stellung zu wechseln.

## Technische Daten
- Kaliber: 120 mm
- Gefechtsgewicht: 1.500 kg (nur Turm inkl. Mörser)
- Rohrlänge: 3,00 m
- Höhenrichtbereich: −3° bis +85°
- Seitenrichtbereich: 360°
- Reichweite: 6 bis 10 km (ja nach Munitionsart)
- Zeit für Feuereröffnung: ca. 30 Sekunden
- Zeit für Stellungswechsel: ca. 10 Sekunden